# Hyld
Hyld (Sambucus) er slægt med 15-20 arter, som hører hjemme i Nord- og Sydamerika, Asien og Europa. Det er små træer, buske og stauder. De modsatte eller spredte blade er uligefinnede og består af 3-9 elliptiske småblade, der oftest har savtakket rand. Blomsterne er regelmæssige, 5-tallige og oftest hvide. Frugterne er bæragtige stenfrugter, som indeholder 1-5 kerner. Barken indeholder calciumoxalat.
Her beskrives kun de arter, som er vildtvoksende i Danmark, eller som dyrkes her.
| Beskrevne arter |

- Almindelig hyld (Sambucus nigra)
- Druehyld (Sambucus racemosa)
- Sommerhyld (Sambucus ebulus) eller Staude-Hyld

| Andre arter |

- Sambucus adnata
- Sambucus australis
- Sambucus canadensis
- Sambucus caerulea
- Sambucus chinensis
- Sambucus javanica
- Sambucus latipinna
- Sambucus palmensis
- Sambucus peruviana
- Sambucus wightiana
- Sambucus williamsii